# دوار الباشا (أكلموس)
دوار الباشا هي إحدى مشيخات المملكة المغربية، تتبع جغرافيا لإقليم خنيفرة وإداريًا لأكلموس. يقدر عدد سكانها بـ 3573 نسمة حسب الإحصاء الرسمي للسكان والسكنى لسنة 2004.